# عرق آري

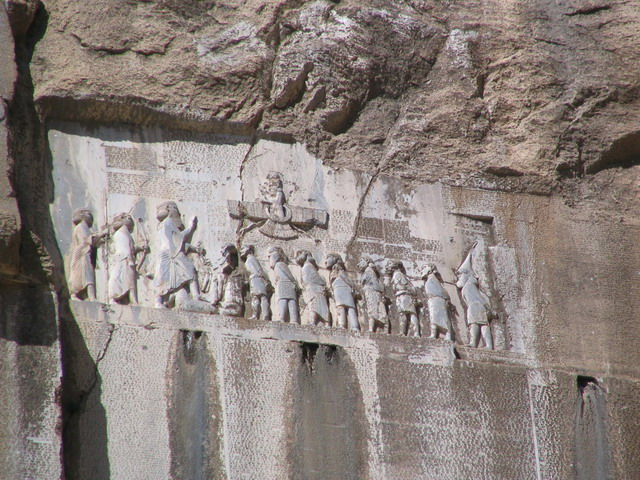
العرق الأري تعود جذورها إلى العرق الآسيوي من بلاد فارس

العِرق الآري فكرة تاريخية أثّرت كثيرا في الحضارة الغربية خاصة في أواخر القرن التاسع عشر ومطلع القرن العشرين، والفكرة مفادها أن متحدثي اللغات الهندية الأوروبية الأصليين يمثلون وخلفاؤهم حتى اليوم الحاضر عِرقًا سائدًا أو عرقًا فرعيًّا سائدًا من العرق القوقازي، ويسمى الاعتقاد بوجود تلك النظرية أو الأفكار بالآريانية.
وعلى الرغم من ظهور المصطلح ذاته في بادئ الأمر لوصف مجموعة عرقية ولغوية إلا أن هذا المعنى قد شهد تغييرا جذريا ورواجا شديدا من خلال توليد تيارات عديدة من الكراهية العنصرية خاصة خلال العهود النازية والنازيون الجدد بما في ذلك الأفكار التنجيمية والأفكار الداعمة لتفوق البيض.

## المصطلح
استخدام مصطلح «آري» عامةً لوصف أصل اللغة الهندية الإيرانية البدائية، إذ كان الاسم العرقي الذي تبنته الشعوب الإيرانية الهندية لوصف الآريين. وكان نفس المصطلح يستخدم في اللغة السنسكريتية الكلاسيكية بمعنى: الشرفاء أو النبلاء أو المحترمون. في حين أن مصطلح آري في اللغة الفارسية القديمة يشير للشعوب الإيرانية. ما زال مصطلح هندو آري يستخدم بشكل شائع لوصف الجزء الهندي من اللغات الهندوإيرانية وهي المجموعة التي تضم اللغة السنسكريتية واللغات الحديثة المشتقة منها مثل: الهندية والأردية والبنغالية والنيبالية والبنجابية والغوجاراتية والرومانية والكاشميرية والسنهالية والماراثي.

## التاريخ
كانت أقدم اللغات الهندوأوروبية المعروفة في القرن الثامن عشر هي الجزء القديم من اللغات الهندوإيرانية، لذلك اعتمدت كلمة الآرية للإشارة ليس فقط للشعوب الهندية الإيرانية، بل لجميع متحدثي اللغات الهندو أوروبية، بما في ذلك الرومان واليونانيين والشعوب الجرمانية، ثم أضيفت الشعوب السلافية والسلتية لنفس المجموعة. يُعتقد أن جميع هذه اللغات نشأ من جذر مشترك يُعرف اليوم باسم اللغة الهندية الإيرانية البدائية التي كانت تتحدث بها أسلاف الشعوب الأوروبية والإيرانية والهندوآرية. أُسيء استخدام مصطلح العرق الآري ليعبر عن جميع الأشخاص المتحدرين من أسلاف يتكلمون باللغة لهندية الإيرانية البدائية. شمل هذا الاستخدام معظم السكان الحديثين في أستراليا والقوقاز وآسيا الوسطى وأوروبا وأمريكا اللاتينية وأمريكا الشمالية وسيبيريا وجنوب آسيا وجنوب أفريقيا وغرب آسيا. أصبحت هذه الادعاءات شائعة بشكل متزايد خلال أوائل القرن التاسع عشر عندما كان يُعتقد بشكل عام أن الآريين ظهروا في السهول الجنوبية الغربية الأوراسية (روسيا وأوكرانيا الحالية).
يُعتقد أن ماكس مولر أول كاتب يذكر مصطلح «العِرق الآري» باللغة الإنجليزية وذلك في محاضراته عن علم اللغة (1861). أشار مولر إلى الآريين على أنهم «عرق من الناس»، وفي ذلك الوقت كان مصطلح العرق يعني «مجموعة من القبائل أو الشعوب»، ورغم أنه كان يستخدم أحيانًا مصطلح «العرق الآري» في كتاباته، لكنه أشار في عام 1888 إلى أن عالم الأعراق الذي يتحدث عن العرق الآري والدم الآري والعيون والشعر الآري مخطئ تمامًا.
رغم بقاء نظرية العرق الآري شائعة وخصوصًا في ألمانيا، فقد عارضها بعض المؤلفين مثل: أوتو شريدر ورودولف فون غيرينغ وعالم الأعراق روبرت هارتمان (1831-1893)، الذين اقترحوا إلغاء فكرة الآرية من الأنثروبولوجيا الطبيعية بشكل كامل. فُسر مفهوم مولر عن الآرية في وقت لاحق على أنه يعني مجموعة فرعية متميزة بيولوجيًا من البشر، من قبل كتاب مثل آرثر دي جوبينو، والذين جادلوا بأن الآريين يمثلون فرعًا متفوقًا من البشر. لكن مولر نفسه اعترض على خلط اللغويات والأنثروبولوجيا، وقال: هذان العِلمان - علم اللغة والأنثروبولوجيا - لا يمكن دمجهما على الأقل في الوقت الحاضر، وسيكون من الخطأ الحديث عن الدماء الآرية مثل الحديث عن قواعد اللغة. أعاد تأكيد معارضته لهذه الطريقة في عام 1888 في مقاله «بيوغرافيا الكلمات ومنشأ الآرية».
ظهرت اعتراضات في أواخر القرن التاسع عشر على النظرية السابقة التي أرجعت أصول الآريين لسهول روسيا من خلال وجهة نظر جديدة مفادها أن الهندوأوروبيين ظهروا في ألمانيا القديمة أو في الدول الاسكندنافية أو على الأقل فقد احتُفظ بالأصول الهندو أوروبية الأصلية في تلك البلدان، وهكذا بدأ استخدام مصطلح الآرية للإشارة للجرمانيين أو الأوروبيين الشماليين، أكثر من الهندو أوروبيين. هذا التقسيم الضمني للقوقازيين إلى آريين وساميين وحاميين كان يعتمد أيضًا على اللغويات، وليس على الأنثروبولوجيا الطبيعية فقط، بحيث قسمت الأعراق جغرافيًا إلى سكان الشمال وجبال الألب والبحر الأبيض المتوسط. روج عالم الآثار غوستاف كوسينا لأصل الألمان الآري، والذي ادعى أن الشعوب الهندو أوروبية كانت مطابقة لثقافة الخزف في ألمانيا في العصر الحجري الحديث. انتشرت هذه الفكرة على نطاق واسع في الثقافة الفكرية والشعبية في أوائل القرن العشرين، وانعكست في كتاب كارلتون كون أعراق أوروبا (1939). كان هذا الاستخدام شائعًا بين عدد من المؤلفين في أواخر القرن التاسع عشر وأوائل القرن العشرين، مثل كتاب ذا أوتلاين أوف هيستوري لإتش جي ويلز والذي كان أكثر كتابًا مبيعًا في عام 1920، ومع ذلك فقد كان معارضًا قويًا للاستغلال العنصري والدوافع السياسية لمصطلح الشعب الآري من قبل مؤلفين سابقين مثل هيوستن ستيوارت تشامبرلين، وفي كتابه «تاريخ قصير للعالم» شرح ويلز مجموعة متنوعة من مختلف طرق تطور وانتقال الحضارة للشعوب الآرية، والتي اعتقد ويلز أنها كانت جزءًا من الصراع بين الحضارات المستقرة والغزاة الرحل الذين قدموا من منطقة بحر إيجة والمغول وغيرهم. أما راند ماكنالي في كتابه الأطلس العلمي (1944) فصنف العرق الآري كواحد من المجموعات العرقية العشر الرئيسية للبشرية. واستخدم مؤلف الخيال العلمي بول أندرسون - وهو أحد أبرز الكتاب المناهضين للعنصرية من أصول اسكندنافية - في أعماله مصطلح الشعوب الآرية كمرادف للشعوب الهندو أوروبية.